# Pycnophyllum argentinum
Pycnophyllum argentinum är en nejlikväxtart som beskrevs av Pax. Pycnophyllum argentinum ingår i släktet Pycnophyllum och familjen nejlikväxter. Inga underarter finns listade i Catalogue of Life.